# Favela Santa Marta

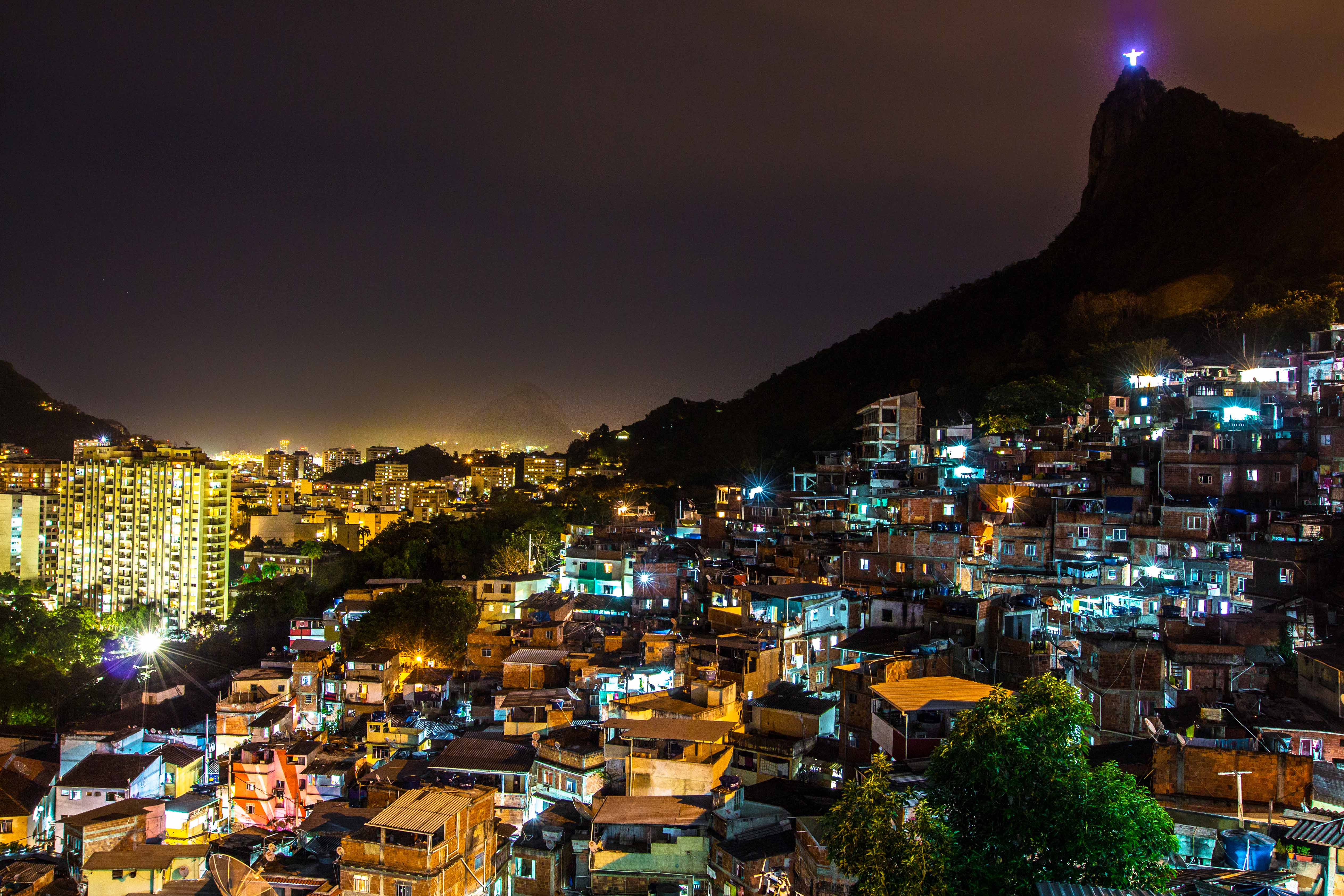
Favela Santa Marta com o Corcovado ao fundo

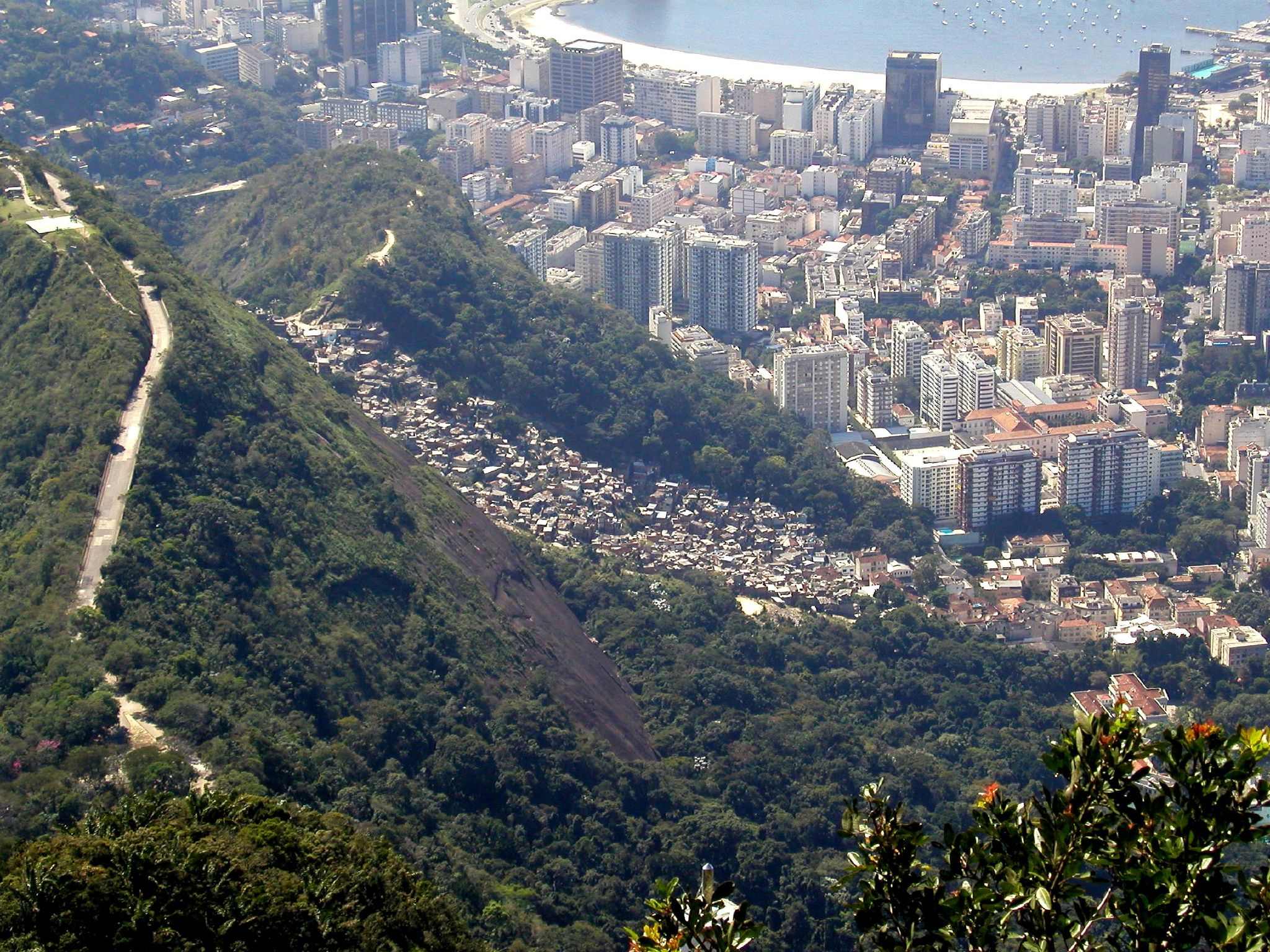
Vista aérea da Favela Santa Marta, com a Praia de Botafogo ao fundo

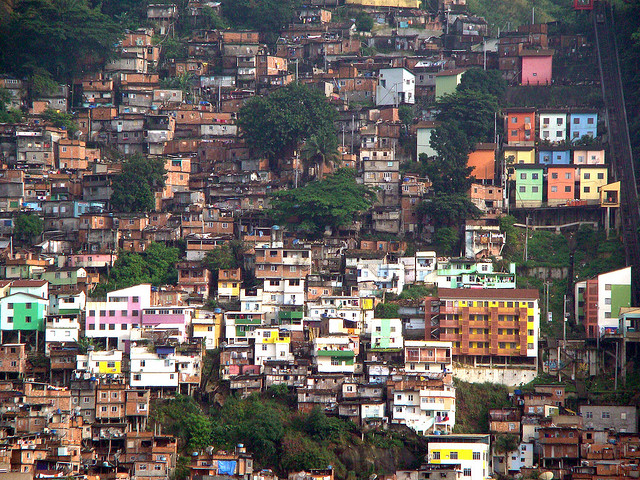
Favela Santa Marta

A Favela Santa Marta é uma favela localizada no Morro Dona Marta, no bairro de Botafogo, na Zona Sul do município do Rio de Janeiro, no Brasil. A comunidade é, também, muitas vezes, chamada de "Dona Marta", que é, na verdade, o nome do acidente geográfico onde se situa.

## História
A origem do nome da favela remonta ao início do século XX, quando uma devota de Santa Marta levou uma imagem da santa para o alto do morro. Na década de 1930 foi construída uma capela para abrigar a imagem. O terreno pertencia ao vizinho Colégio Santo Inácio, que passou a permitir que alguns de seus funcionários morassem na encosta do morro, dando origem à atual favela.

## Cultura popular
Em 1987, o cineasta Eduardo Coutinho dirigiu um documentário de 54 minutos sobre o lugar, denominado Santa Marta - Duas semanas no morro.

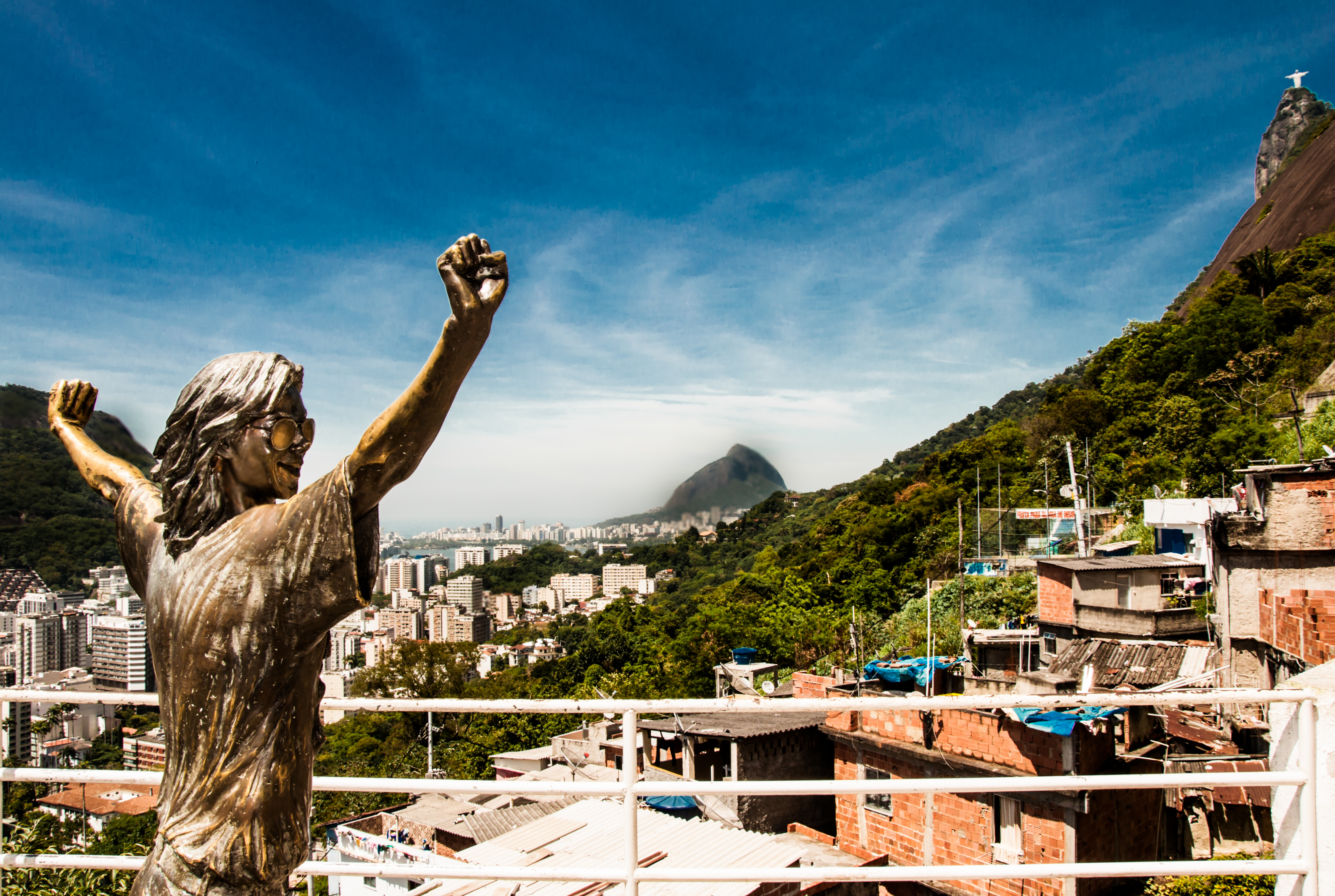
Estátua de Michael Jackson na Favela Santa Marta no Rio de Janeiro

A comunidade é famosa por ter sido palco do clipe "They Don't Care About Us", de Michael Jackson, em 1996. Na ocasião, a equipe de filmagem do videoclipe teve que pedir autorização para Márcio Amaro de Oliveira, chefe local do tráfico de drogas. Quase dez anos depois, Márcio ajudou a escrever o livro Abusado - o Dono do Morro Dona Marta, de Caco Barcellos, onde contou um pouco da história da Santa Marta.
Em 29 de maio de 2008, foi inaugurado um plano inclinado ligando as partes alta e baixa da favela.
A favela encontra-se atualmente ocupada pela Polícia Militar do Estado do Rio de Janeiro, que ali instalou, em 19 de dezembro de 2008, a primeira Unidade de Polícia Pacificadora da cidade. De acordo com a Secretaria de Segurança Pública do Estado os pontos de venda de droga que funcionavam no local foram então extintos. Entretanto, uma reportagem especial do RJTV mostrou que o desafio de segurança pública não foi cumprido na área, com fuzis e outros armamentos voltando a circular dez anos depois das ações de pacificação.
No início de 2009, a favela voltou aos noticiários devido à instalação de uma rede de internet wireless gratuita no morro, para uso da comunidade. Ainda no mesmo ano, no dia 13 de novembro, a comunidade recebeu a visita da cantora norte-americana Madonna acompanhada do governador do estado do Rio de Janeiro Sérgio Cabral e do prefeito da cidade Eduardo Paes. Em fevereiro de 2010 foi palco da gravação de um clipe da cantora Alicia Keys com Beyoncé. No mesmo ano recebeu também parte das gravações da novela Escrito nas Estrelas.
Em 26 de junho de 2010, um ano após a morte do cantor americano Michael Jackson, a Secretaria Estadual de Turismo, Esporte e Lazer (SEEL) bancou as obras de um espaço público sobre a laje onde o rei do pop se apresentara em 1996, em cima do ambulatório de Dedé, líder comunitário local. O espaço conta com um painel do artista Romero Brito e uma estátua do cartunista Ique, ambos retratando Michael Jackson. Desse modo a laje onde Michael gravara o videoclipe "They Don't Care About Us" catorze anos antes ficou imortalizada.
Em julho de 2010, entrou no ar a Rádio Santa Marta, emissora comunitária da favela. Através da frequência 103,3 MHz moradores da comunidade comunicam suas notícias para todo o bairro de Botafogo.
A favela e o centro da cidade foram o palco principal das cenas do filme Velozes e Furiosos 5, gravadas em 2011.